# 稻村崎車站
稻村崎車站（日语：／ Inamuragasaki eki */?）是一由江之島電鐵（江之電）所經營的鐵路車站，位於日本神奈川縣鎌倉市稻村崎（稲村ガ崎）地區，是江之島電鐵線沿線車站之一，也是沿線少數幾個設有兩條停靠線，能讓列車進行交會動作的車站之一。
稻村崎的站名源自距離車站約徒步5分鐘、分隔七里濱與由比濱兩海灘的海岬——稻村崎（稲村ヶ崎）。而車站稍微南行即是以衝浪活動著名的七里濱海岸。1990年時上映的日本電影《稻村Jane》（由知名日本樂團「南方之星」主唱桑田佳祐所導演）即是以稻村崎車站附近的海灘作為故事背景舞台。

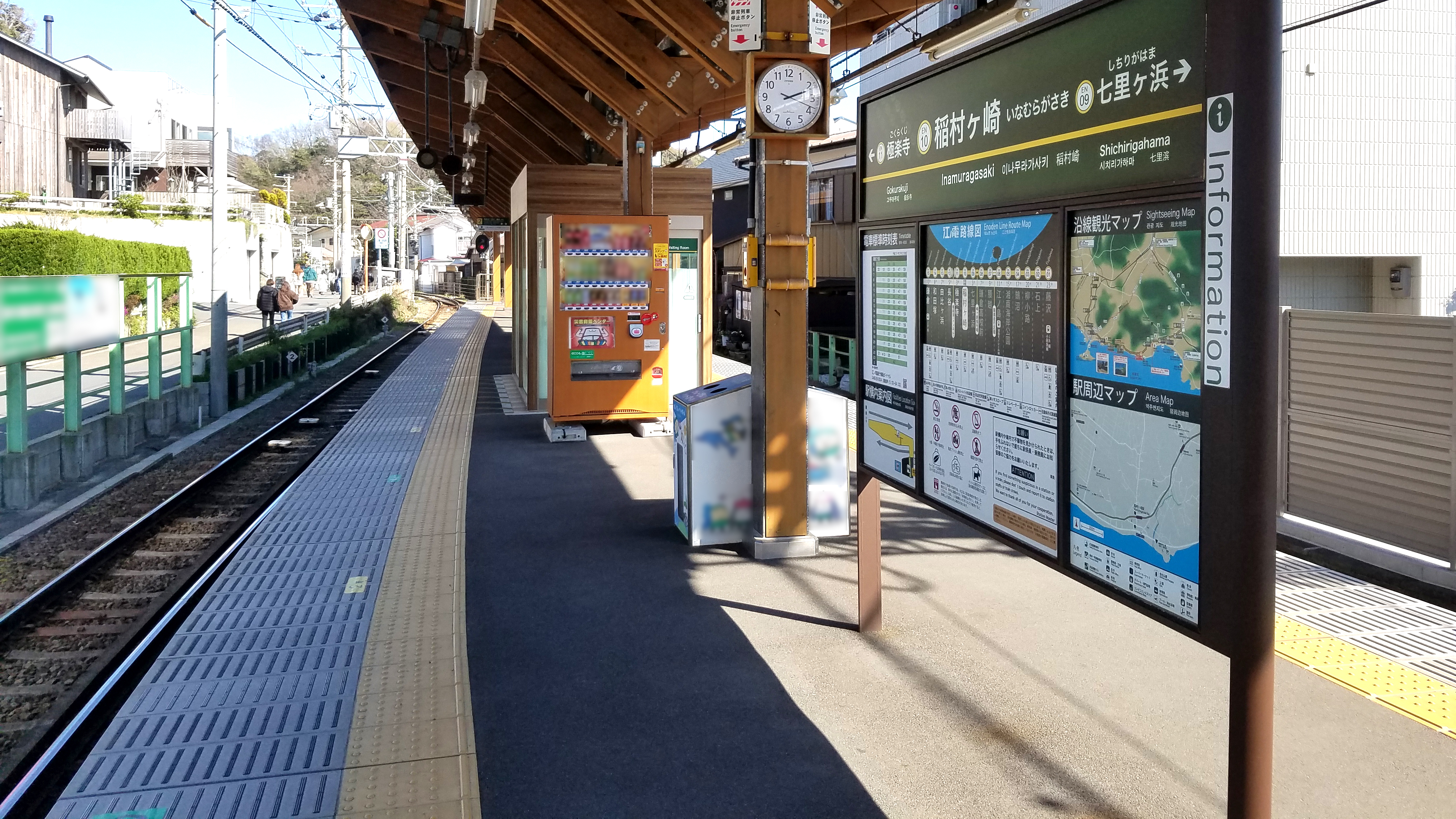
月台（2020年3月）

## 車站結構
島式月台1面2線的地面車站。

### 月台配置
| 月台 | 路線         | 方向 | 目的地                   |
| ---- | ------------ | ---- | ------------------------ |
| 1    | 江之島電鐵線 | 上行 | 七里濱、江之島、藤澤方向 |
| 2    | 江之島電鐵線 | 下行 | 極樂寺、長谷、鎌倉方向   |

## 使用情況
2018年度1日平均上下車人次為4,475人，是江之島電鐵全部15個站中第6位。
近年推移如下表。
| 年度               | 1日平均 上下車人次 | 1日平均 上車人次 | 來源     |
| ------------------ | ------------------ | ---------------- | -------- |
| 1995年（平成07年） |                    | 2,457            | [ * 1 ]  |
| 1998年（平成10年） |                    | 2,100            | [ * 2 ]  |
| 1999年（平成11年） |                    | 2,015            | [ * 3 ]  |
| 2000年（平成12年） |                    | 2,014            | [ * 3 ]  |
| 2001年（平成13年） |                    | 1,977            | [ * 4 ]  |
| 2002年（平成14年） |                    | 1,945            | [ * 5 ]  |
| 2003年（平成15年） |                    | 1,935            | [ * 6 ]  |
| 2004年（平成16年） |                    | 1,888            | [ * 7 ]  |
| 2005年（平成17年） |                    | 1,954            | [ * 8 ]  |
| 2006年（平成18年） |                    | 2,020            | [ * 9 ]  |
| 2007年（平成19年） |                    | 1,653            | [ * 10 ] |
| 2008年（平成20年） | 4,752              | 1,592            | [ * 11 ] |
| 2009年（平成21年） |                    | 1,546            | [ * 12 ] |
| 2010年（平成22年） |                    | 1,420            | [ * 13 ] |
| 2011年（平成23年） | 4,394              | 1,371            | [ * 14 ] |
| 2012年（平成24年） | 4,715              | 2,386            | [ * 15 ] |
| 2013年（平成25年） | 4,798              | 2,343            | [ * 16 ] |
| 2014年（平成26年） | 4,968              | 2,429            | [ * 17 ] |
| 2015年（平成27年） | 5,092              | 2,494            | [ * 18 ] |
| 2016年（平成28年） | 5,204              | 2,557            | [ * 19 ] |
| 2017年（平成29年） | 4,384              | 2,256            |          |
| 2018年（平成30年） | 4,475              |                  |          |

## 歷史
- 1904年（明治37年）4月1日 - 啟用。

## 相鄰車站
江之島電鐵
 江之島電鐵線
七里濱（EN09）－稻村崎（EN10）－極樂寺（EN11）

## 外部連結
- 稻村崎站 （页面存档备份，存于） - 江之島電鐵

35°18′15.4″N 139°31′20.2″E / 35.304278°N 139.522278°E